# Protéine tétramérique
Une protéine tétramérique est une protéine composée de quatre sous-unités.
Les protéines tétramériques composées de quatre sous-unités identiques sont des homotétramères, les autres sont des hétérotétramères.

## Immunologie
En immunologie, des tétramères de complexes CMH-peptide peuvent être utilisés pour quantifier des lymphocytes T spécifiques d'un antigène.